# Astrophorida
Astrophorida (лат.) — отряд беспозвоночных из класса обыкновенных губок (Demospongiae).
Это губки с одноосными (в основном, окси) и четырехосными (в основном, триены) мегасклерами и звездчатыми микросклерами. Мегасклеры периферии упорядочены в радиально-симметричном порядке, микросклеры часто образуют самостоятельный внешний слой. Под этим эктосомальным скелетом чаще всего лежит органический кортекс, который поддерживается особым расположением спикул.
Некоторые виды отряда служат пищей для биссы.